# 池田政和 (天城池田家)
池田 政和（いけだ まさやす）は、天城池田家の第11代当主。幕末期に幼くして備前岡山藩家老となり、明治維新後は華族に列して男爵に叙せられた。

## 生涯
嘉永6年（1853年）9月4日、天城池田家第10代池田政昭の次男として生まれる。慶応元年（1865年）、父政昭の死去により天城領3万石を相続する。
明治元年（1868年）、官軍の先鋒として東北各地に転戦する。清和院門警備を命ぜられる。
明治24年（1891年）12月、男爵に叙され華族となる。同年正五位。
明治40年（1907年）に隠居し、嫡子の政佑に家督を譲った。明治45年（1912年）3月31日没。

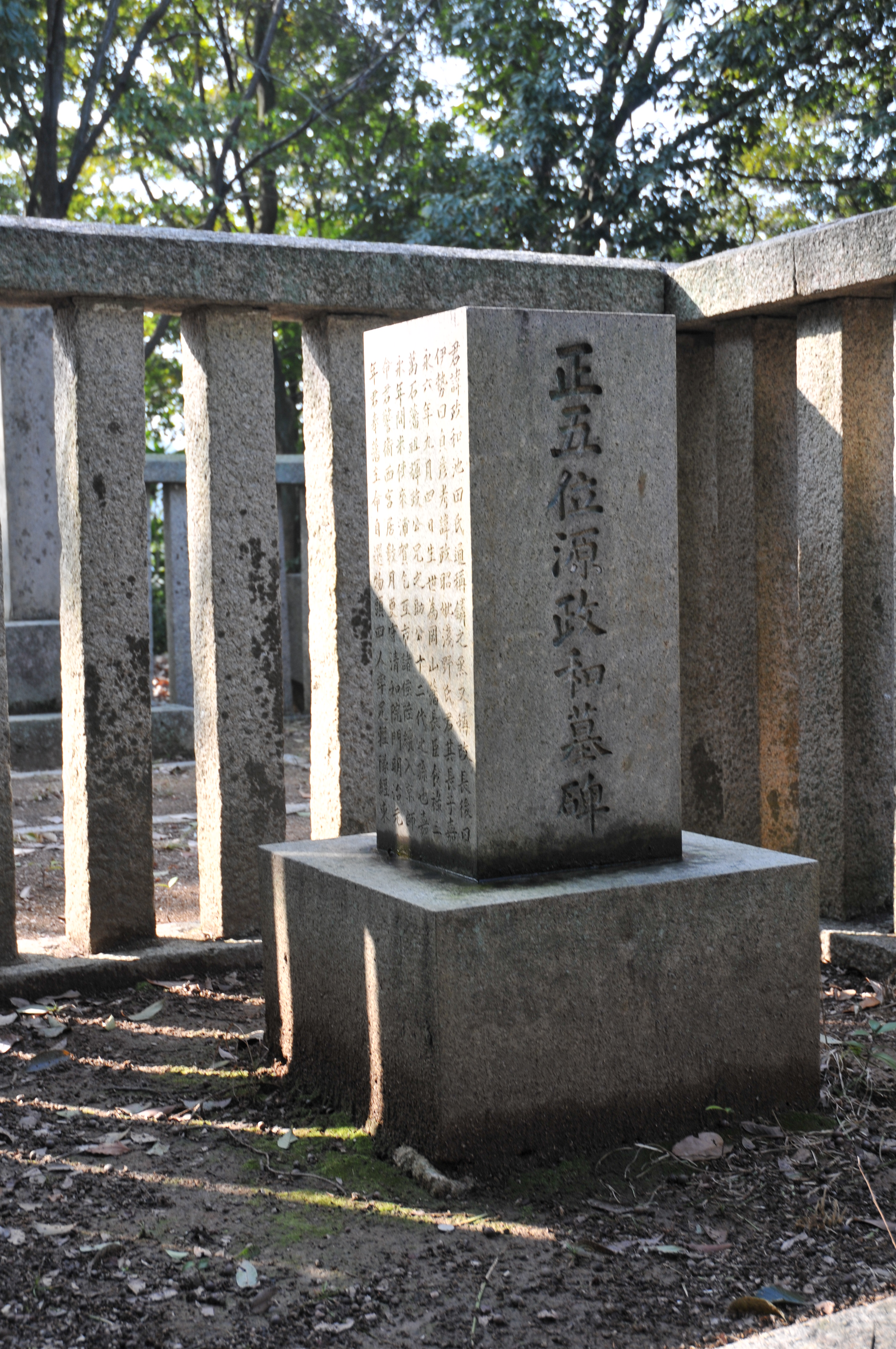
池田政和の墓

## 栄典
- 1891年（明治24年）12月28日 - 男爵[2]
- 1892年（明治25年）1月19日 - 従五位[3]

## 家族・親族
父は先代の当主池田政昭。母の輝は広島藩家老浅野忠敬の二女で、池田政徳の養女。姉の万亀子は岡山藩家老土倉正彦の妻となり、弟の日置健太郎は叔父にあたる岡山藩家老日置忠尚の養子となった。
『平成新修旧華族家系大成』は2男1女を記す。長女の盈子は土倉光三郎の妻となった。長男の政典は夭折したため、次男の政佑が家督を継ぐこととなった。